# Фернандо Редондо
Фернаандо Карлос Редондо Нери (шп. Fernando Carlos Redondo Neri; 6. јун 1969, Адроге) је бивши аргентински фудбалер, који је играо на позицији везног играча.

## Клупска каријера
Рођен у Адрогеу, провинцији Буенос Ајреса, Редондо је са само 16 година дебитовао у првом тиму Аргентинос јуниорса. Играо је у Аргентинос јуниорсу 5 година, да би онда прешао у шпански Тенерифе. У периоду када је био у Тенерифеу, Реал Мадрид је 2 пута губио титулу против великог ривала Барселоне, и то у последњим мечевима против Тенерифеа. Тада је тренер Тенерифеа био Редондоов земљак Хорхе Валдано, који је 1994. године постао тренер Реала, а заједно са њим у Реал је прешао и Редондо.
Кључне године своје каријере Редондо је провео у Реалу, са којим је освојио две Примере и две Лиге шампиона. Дао је свој допринос приликом оба освајања Лиге шампиона сезоне 1997/98. и 1999/00, посебно у другог пута када је у везном реду био тандем са Макманаманом. У четвртфиналу Лиге шампиона 1999/00. против Манчестер јунајтеда када је 3. гол у победи Реала од 3:2 постигнут након одличне игре Редонда, где је Хенинга Берга предриблао тако што му је петом протурио лопту кроз ноге, а затим асистирао Раулу за гол. Након меча, тренер Манчестер јунајтеда Алекс Фергусон је за Редонда рекао: „Шта тај играч има у копачкама? Магнет?”. На крају сезоне је проглашен за најбољег клупског играча Европе. Играјући за Реал, стекао је надимак „Принц” (El Principe).
Редондо је 2000. године прешао у Милан, иако је рекао да није умешан у тај трансфер, као и да би остао у Мадриду. Због тога су многи навијачи Реала протестовали, желевши да Редондо остане у клубу. По доласку у Милан, Редондо доживљава тешку повреду колена, због које одсуствује са терена скоро 2 и по године. Након што је коначно заиграо за Милан, имао је мали допринос приликом освајања Лиге шампиона 2002/03. и Серије А 2003/04.

## Репрезентативна каријера
Редондо је дебитовао за репрезентацију Аргентине 1992. године у победи против Аустралије од 2:0. Одбио је да игра на Светском првенству 1990. због тога што је био на студијама права. По неким верзијама, истина је ипак да је Редондо критиковао тадашњег селектора Карлоса Биљарда због дефанзивне тактике. На Светском првенству 1994. Редондо је играо на свим утакмицама Аргентине, а након такмичења селектор је постао Данијел Пасарела, који је тражио да се из репрезентације одстране играчи који имају дужу косу, као и хомосексуалци. Пасарела је остао селектор до Светског првенства 1998, на коме Редондо није играо. Вратио се у репрезентацију 1999. када је Марсело Бијелса био селектор. Одиграо је 2 утакмице против Бразила, након чега више није играо за репрезентацију.

## Трофеји
Реал Мадрид
- Примера: 1994/95, 1996/97
- УЕФА Лига шампиона: 1997/98, 1999/00
- Интерконтинентални куп: 1998

Милан
- Серија А: 2003/04
- Куп Италије: 2002/03
- УЕФА Лига шампиона: 2002/03

Аргентина
- Куп конфедерација: 1992
- Копа Америка: 1993

Индивидуални
- УЕФА клупски играч године: 1999/00